# Veľké Hoste
Veľké Hoste (allemand : Großhoste) est un village de Slovaquie situé dans la région de Trenčín.

## Histoire
Première mention écrite du village en 1232.

## Démographie

### Évolution de la population
| Année:               | 1994. | 2004.   | 2014.   | 2024.    |
| -------------------- | ----- | ------- | ------- | -------- |
| Nombre de personnes: | 559   | 552     | 586     | 520      |
| Différence:          |       | -1,25 % | +6,15 % | -11,26 % |

| Année:               | 2023. | 2024.   |
| -------------------- | ----- | ------- |
| Nombre de personnes: | 539   | 520     |
| Différence:          |       | -3,52 % |